# Walker (Tyne and Wear)
Walker – dzielnica miasta w dystrykcie metropolitalnym Newcastle upon Tyne w Anglii, w hrabstwie Tyne and Wear. W 2011 roku Walker liczyło 11 701 mieszkańców.